# Passovia podoptera
Passovia podoptera är en tvåhjärtbladig växtart som först beskrevs av Cham. & Schltdl., och fick sitt nu gällande namn av Kuijt. Passovia podoptera ingår i släktet Passovia och familjen Loranthaceae. Inga underarter finns listade i Catalogue of Life.